# Pietro Gazzera
Pietro Gazzera (Bene Vagienna, 11 dicembre 1879 – Cirié, 30 giugno 1953) è stato un politico e generale italiano.

## Biografia
Nato a Bene Vagienna in provincia di Cuneo, l'11 dicembre 1879, figlio di Giovanni Battista e di Anna Dompé. Entra all'Accademia Militare di Torino il 19 ottobre 1896, da cui esce diciannovenne con il grado di sottotenente d'artiglieria.
Dal 20 luglio 1899 frequenta poi la Scuola di applicazione di artiglieria e genio. Il 13 ottobre 1905 viene ammesso con il grado di tenente alla Scuola di Guerra, da cui esce il 20 agosto 1908, classificandosi primo nel suo corso. 

### Dalla Libia all'Albania
Promosso capitano nel 1910, partecipa alla guerra italo-turca nel 1911, e l'anno seguente viene insignito della Medaglia d'Argento al Valor Militare. Durante la prima guerra mondiale presta servizio come addetto al reparto operazioni del Comando supremo, e successivamente a quello della 6ª Armata (Regio Esercito).
Al termine delle ostilità, con il grado di brigadiere generale, è plenipotenziario italiano nella commissione armistiziale, ed in tale veste risulta tra i firmatari dell'Armistizio di villa Giusti. Dopo la fine della guerra diviene comandante della Brigata di fanteria Basilicata, poi vicecomandante della Scuola di guerra, ed infine presidente del Tribunale militare speciale di Torino. Nel 1923 è inviato in Albania come presidente della commissione internazionale di delimitazione dei confini, succedendo al generale Enrico Tellini, rimasto ucciso in un attentato. Ritorna in patria nel 1925 per assumere il comando della Scuola di Guerra, e successivamente della divisione territoriale di Genova.

### Ministro e senatore
Sotto il fascismo il 24 novembre 1928 fu nominato da Mussolini Sottosegretario di Stato al Ministero della guerra, e dal 12 settembre 1929 Ministro della guerra. Il 31 luglio 1930 viene promosso generale di corpo d'armata. All'inizio del 1931 decide di inglobare la Milizia Nazionale per la Sicurezza Volontaria (MVSN) all'interno del Regio esercito. Nel febbraio dello stesso anno entra in aperto contrasto con il segretario del Partito Nazionale Fascista, Giovanni Giuriati, per via delle critiche espresse da quest'ultimo sulla Commissione Suprema di Difesa, e sullo Stato Maggiore dell'esercito. Entra successivamente in contrasto con Mussolini, ed il 22 luglio 1933 deve dimettersi dall'incarico, sostituito dallo stesso Mussolini, che scelse come sottosegretario il generale Federico Baistrocchi.
Il 2 luglio dello stesso anno viene promosso Generale comandante designato d'armata, e collocato a disposizione. Al termine del suo mandato il Regio Esercito italiano contava su 37 divisioni di fanteria e due celeri, ognuna su tre reggimenti, con dotazioni complete, più unità di bersaglieri, alpini, artiglieria, cavalleria, camicie nere, mitraglieri e cavalleria.
Il 30 ottobre 1933 viene nominato senatore del Regno. Durante la sua permanenza al Senato ricoprì importanti incarichi in seno a svariate commissioni:
- Membro della Commissione per il giudizio dell'Alta Corte di Giustizia (22 settembre 1937-2 marzo 1939)
- Membro della Commissione di finanze (17 aprile 1939-5 agosto 1943)
- Membro della Commissione degli affari dell'Africa italiana (17 aprile 1939-28 gennaio 1940)
- Membro della Commissione per il giudizio dell'Alta Corte di Giustizia (17 aprile 1939-5 agosto 1943).

Nel 1938 viene richiamato in servizio e nominato Governatore di Galla e Sidama, nella parte meridionale dell'Etiopia, con capitale Gimma
Durante i cinque anni di attività come Ministro della Guerra scrisse di suo pugno i resoconti di circa 180 colloqui avvenuti con Mussolini, che il figlio Romano affidò allo storico Renzo De Felice.

### Campagna dell'Africa Orientale Italiana
Durante la Campagna dell'Africa Orientale Italiana, svoltasi nel corso della seconda guerra mondiale fu comandante superiore delle forze armate dell'Africa Orientale Italiana e responsabile dello scacchiere sud, comprendente il Governatorato di Galla e Sidama.
Nel luglio del 1940 il generale Gazzera occupò il forte di Gallabat e quello di Kurmuk nel Sudan Anglo-Egiziano. Dal 23 maggio al 6 luglio 1941, in seguito alla resa del Duca d'Aosta fu governatore dell'Africa Orientale Italiana e viceré d'Etiopia. Alle sue truppe si unirono anche quelle del generale Carlo De Simone che si erano ritirate da Addis Abeba. Tentata una difesa presso la città di Soddu o Soddo (lingua aramaica) i reparti italiani si ritirarono oltre il fiume Omo Bottego. Qui l'attacco britannico infranse le linee italiane arrivando in pochi giorni ad occupare Gimma. Il 4 luglio i britannici raggiunsero Dembidollo. In seguito alla sconfitta militare le truppe italiane guidate da Gazzera si ritirarono nella regione del Galla Sidama e il 6 luglio 1941, dopo essere entrate in contatto con le forze belghe del generale Gilliaert, provenienti dal Congo Belga, ottennero di arrendersi con l'onore delle armi..
Dall'ultimo telegramma inviato in Italia annunciando la resa:

### Prigioniero degli alleati
Consegnato successivamente ai britannici fu prigioniero in Kenya, India e poi negli Stati Uniti. Dopo la firma dell'Armistizio di Cassibile del settembre 1943, venne rimpatriato. Il suo primo incarico fu di garantire l'ordine pubblico durante il Congresso di Bari, prima assise politica tenutasi dopo la caduta del fascismo. Ricevette successivamente la nomina ad Alto Commissario per i prigionieri di guerra, incarico mantenuto fino al termine del conflitto. Il 7 agosto 1944 viene deferito all'Alta Corte di Giustizia per le Sanzioni contro il Fascismo, e dichiarato decaduto dalla carica di senatore il 30 ottobre dello stesso anno. Nel primo dopoguerra si ritira a vita privata, spegnendosi a Cirié il 30 giugno 1953.
Sposato con Bianca Rosa Maria Gerardi, ebbe quattro figli: Giovanni Battista, Romano, Maria Luisa ed Ermelinda, scrittrice e professoressa di storia e geografia a San Ginesio. Suo figlio, Romano Gazzera (1906-1985), ha svolto un'intensa attività pittorica ed è il caposcuola della pittura neo-floreale. Un parente, Franco Gazzera, fu primo segretario del Governo Regio di Danghela e reggente di Commissariato di Gondar.

## Altre decorazioni
- Medaglia della terza armata, senza nastro.
- Medaglia di reggimento di artiglieria.

Decorazione di Bianca Gazzera Gerardi moglie del Gen. Pietro Gazzera:
- Croce di Guerra al Valor Militare, croce con nastro e diploma.

### Giornali e riviste
- Pelagalli, Sergio. Il generale Pietro Gazzera al ministero della guerra, Storia contemporanea n.6, dicembre 1989
- Pelagalli, Sergio. Il generale Pietro Gazzera, Storia Militare Anno III n.23, Ermanno Albertelli Editore, Parma agosto 1995.